# Yves Malatier
Yves Malatier est un patineur artistique français de danse sur glace. Il a patiné dans les années 1970 avec sa partenaire Muriel Boucher et ont été trois fois champions de France en 1974, 1977 et 1978.

## Biographie

### Carrière sportive
Yves Malatier et Muriel Boucher sont sept fois médaillés aux championnats de France de danse sur glace, dont trois fois d'or en 1974, 1977 et 1978.
Pour les grandes compétitions internationales, ils n'ont participé qu'à deux championnats d'Europe et un seul championnat du monde. En 1977, ils ont patiné pour leur première compétition européenne à Helsinki, et se sont classés quatorzième. L'année suivante, les championnats d'Europe sont organisés en France à Strasbourg, et ils montent d'une marche à la treizième place. Quelques semaines plus tard, en mars, ils participent à leurs seuls championnats du monde à Ottawa et se classent quinzième. Ils décident d'arrêter le patinage amateur cette même année.

## Palmarès
| Compétition             | 1972 | 1973 | 1974 | 1975 | 1976 | 1977 | 1978 |
| Jeux olympiques d'hiver |      |      |      |      |      |      |      |
| Championnats du monde   |      |      |      |      |      |      | 15e  |
| Championnats d'Europe   |      |      |      |      |      | 14e  | 13e  |
| Championnats de France  | 3e   | 3e   | 1re  | 2e   | 2e   | 1re  | 1re  |